# Mogens Ellegaard
Mogens Ellegaard (4. marts 1935 i København – 28. marts 1995) var en accordeonspiller, som har haft stor indflydelse på udviklingen af accordeonen.
Mogens Ellegaard begyndte at spille harmonika da han var 8 år. 
I 1952 skiftede Ellegaard til accordeon, fordi musikeren David Anzaghi brugte en accordeon ved konkurrencen CIA Coupe Mondiale i Holland.